# Denmark Open 1975
Die Denmark Open 1975 im Badminton fanden vom 8. bis zum 11. März 1975 in Kopenhagen statt. 

## Finalergebnisse
| Disziplin    | Sieger                            | Finalist                         | Ergebnis          |
| ------------ | --------------------------------- | -------------------------------- | ----------------- |
| Herreneinzel | Rudy Hartono                      | Svend Pri                        | 12-15, 15-0, 15-7 |
| Dameneinzel  | Lene Køppen                       | Joke van Beusekom                | 11-1, 11-6        |
| Herrendoppel | Tjun Tjun Johan Wahjudi           | Ade Chandra Christian Hadinata   | 15-6, 15-1        |
| Dameneinzel  | Imelda Wiguna Theresia Widiastuti | Lene Køppen Inge Borgstrøm       | 3-15, 15-3, 15-10 |
| Mixed        | Tjun Tjun Regina Masli            | Klaus Kaagaard Joke van Beusekom | 15-6, 7-15, 17-14 |